# Казе Риволи Бјанки (Удине)
Казе Риволи Бјанки је насеље у Италији у округу Удине, региону Фурланија-Јулијска крајина.
Према процени из 2011. у насељу је живело 20 становника. Насеље се налази на надморској висини од 229 м.